# 酒井美玖
酒井 美玖（さかい みく、2002年10月5日 - ）は、日本の陸上競技選手、長距離走。肥後銀行所属。

## 経歴
北九州市立高等学校3年次には全国高等学校駅伝競走大会で１区を担当し、山中菜摘 (仙台育英)、三原梓 (立命館宇治)、小坂井智絵 (成田) らを抑え区間賞を獲得。
卒業後はデンソーに進み、2022年8月に肥後銀行に移籍。翌年の全日本実業団対抗女子駅伝競走大会予選会 (プリンセス駅伝) ではチームは1区で棄権となったものの、個人では3区で区間賞を獲得。
2024年2月 地元・福岡県の海の中道海浜公園で開催された日本選手権クロスカントリーでは田浦英理歌 (積水化学) とのデッドヒートを制して優勝。翌3月 セルビア・ベオグラードで開催された世界クロスカントリー選手権大会に田浦、三原、川口桃佳と出場し、日本人最上位の22位で日本の13年ぶり6位入賞に貢献。

## 主な記録
| 年     | 大会                           | 種目       | 順位    | 備考            |
| ------ | ------------------------------ | ---------- | ------- | --------------- |
| 2020年 | 全国高校駅伝女子               | 1区        | 区間賞  | 北九州市立高4位 |
| 2023年 | プリンセス駅伝                 | 3区        | 区間賞  | 肥後銀行棄権    |
| 2024年 | 都道府県対抗女子駅伝           | 1区        | 区間3位 | 熊本県13位      |
|        | クロスカントリー日本選手権     | シニア6km  | 優勝    |                 |
|        | 世界クロスカントリー選手権大会 | シニア10km | 22位    | 日本団体6位     |